# Старобельский краеведческий музей
Старобельский краеведческий музей — краеведческий музей, отдел Луганского областного краеведческого музея в городе Старобельске Луганской области. Главный хранитель — Зубарь Татьяна Андреевна. Музей был создан в 1919 году (по некоторым данным — в 1917 году), во время Великой Отечественной войны пострадал и был восстановлен на общественных началах в 1956 году. В следующем году музей получил статус музея на правах отдела областного краеведческого музея.

## История музея
Музей на момент основания был одним из немногих учреждений, содержавшихся за счёт государства, и находился в непосредственном подчинении Главного управления политпросветительской работы НКО УССР. Он находился на ул. Володарского (ныне Руднева) в Доме крестьянина им. Ленина. Директором музея был назначен Яков Петрович Симонов.
На начальном этапе музей был сформирован и функционировал как «Музей учебных наглядных пособий» и в основном обеспечивал образовательные учреждения в округе наглядными пособиями, но в начале 1920-х годов значительно расширяет сферу своей деятельности благодаря краеведческому уклону.
В середине 1920-х годов музей приобрёл статус музея краеведческого профиля, продолжая и просветительскую деятельность. В структуру музея входили такие отделы, как природный, культурно-исторический и экономический. На основе его коллекции наглядных приборов был создан передвижной отдел, отдел школьных учебников, химическая лаборатория, метеорологическая станция, краеведческий кружок. Старобельская школа ликбеза пользовалась библиотекой музея (760 экземпляров книг, в том числе школьных учебников).
Расположение музея в аграрном крае сказывалось на его деятельности, определяло её особенности в формировании экспозиции. Посетителями музея в основном были местные крестьяне (только за период 1924—1925 отчётного года в музей пришло 14 606 посетителей в составе 70 экскурсий), поэтому основными задачами музея стало распространение знаний о местном крае с использованием наглядных экспонатов и чтением лекций (основные темы — «Полезные ископаемые Старобельского округа», «Погода и климатические условия края» и т. д., к концу 1920-х годов темы становятся более конкретными: «Чистосортные семена и их значение для сельскохозяйственной продукции», «Чем и как болеют растения и средства борьбы с этими болезнями», «Ранний пар в наших климатических условиях», «Борьба с вредителями в зимний период», «Культуры для экспорта и что даёт для этого наш край», «Птицеводство в нашей округе» и т. д.). В состав фондов музея вошли экспонаты и материалы, которые характеризовали климат, почвы, геологию края, флору и фауну региона.
Всего на начальном этапе было три штатных работника музея: директор, один музейный и один технический работник. На удовлетворение потребностей музея в год выделялось менее 600 рублей: на учебную часть — 270 руб, хозяйственные расходы — 215 руб, приобретение инвентаря — 100 руб, а на краеведческое обследования края средства не выделялись вообще.
1928 год не принёс существенных позитивных изменений в деятельности музея. Условия труда зимой были сложными — отсутствие отопления привело к тому, что средняя температура в помещении не была выше 3-5 градусов тепла, а отсутствие финансирования учебной части на некоторое время заставило поставить заведение на консервацию. Однако, несмотря на существенные трудности, коллектив музея продолжал свою работу, музей был открыт для посетителей 230 дней в году, его посетило более 26 тысяч человек, было проведено 15 лекций, на которых присутствовало 1 982 слушателя. В конце 1928 года ситуация с финансированием музея ухудшилась, ставка препаратора была сокращена, и единственным работником музея остался его директор.
Все эти процессы проходили на фоне повышения популярности музея среди местного населения. В 1926—1927 отчётном году музей посетило 35 481 человек, 1927—1928-м — 26 081. Несмотря на критическое сокращение штата и площади музея, на 1928—1929 год были запланированы реорганизация экономического отдела, развёртывание и пополнение сельскохозяйственного отдела музея с целью освещения коллективизации населения округа, оживление работы по изучению полезных ископаемых края. В этнографическом отделе планировалось составить карту национального состава населения округа, принять участие в этнографических экспедициях, которые должен проводить в округе Харьковский музей украинского искусства. Планировалась разработка зоологического краеведческого материала, составление зоологической и археологической карты края.
В 1926 году директора музея сменила М. Тимашева.
Несмотря на то, что музей имел сугубо местное значение, были установлены тесные рабочие связи с такими учреждениями, как Центральное бюро краеведения в Ленинграде, Украинский комитет краеведения, Всеукраинский археологический комитет, и т. д.

## Фонды и экспозиция
Объём фондов составляет 3 414 единиц хранения музейных предметов, в том числе 2 585 единиц хранения документов с бумажными носителями (1887—2006 годов) и 829 фотодокументов (1886—2004 годов) — групповые фотографии, фотопортреты людей, внёсших вклад в историю региона. Научно-справочная библиотека насчитывает более 50 экземпляров справочной, общественно-политической и исторической литературы. Фондообразователи музея — предприятия и организации, лица, проживавшие в Старобельском районе и участвовавшие в создании истории Старобельщины — П. М. Сыкало, Е. В. Быховский, С. М. Шокотов, М. Т. Череватый, М. Г. Григоренко и др..